# Flughafen Ca Mau

i8
i11
i13

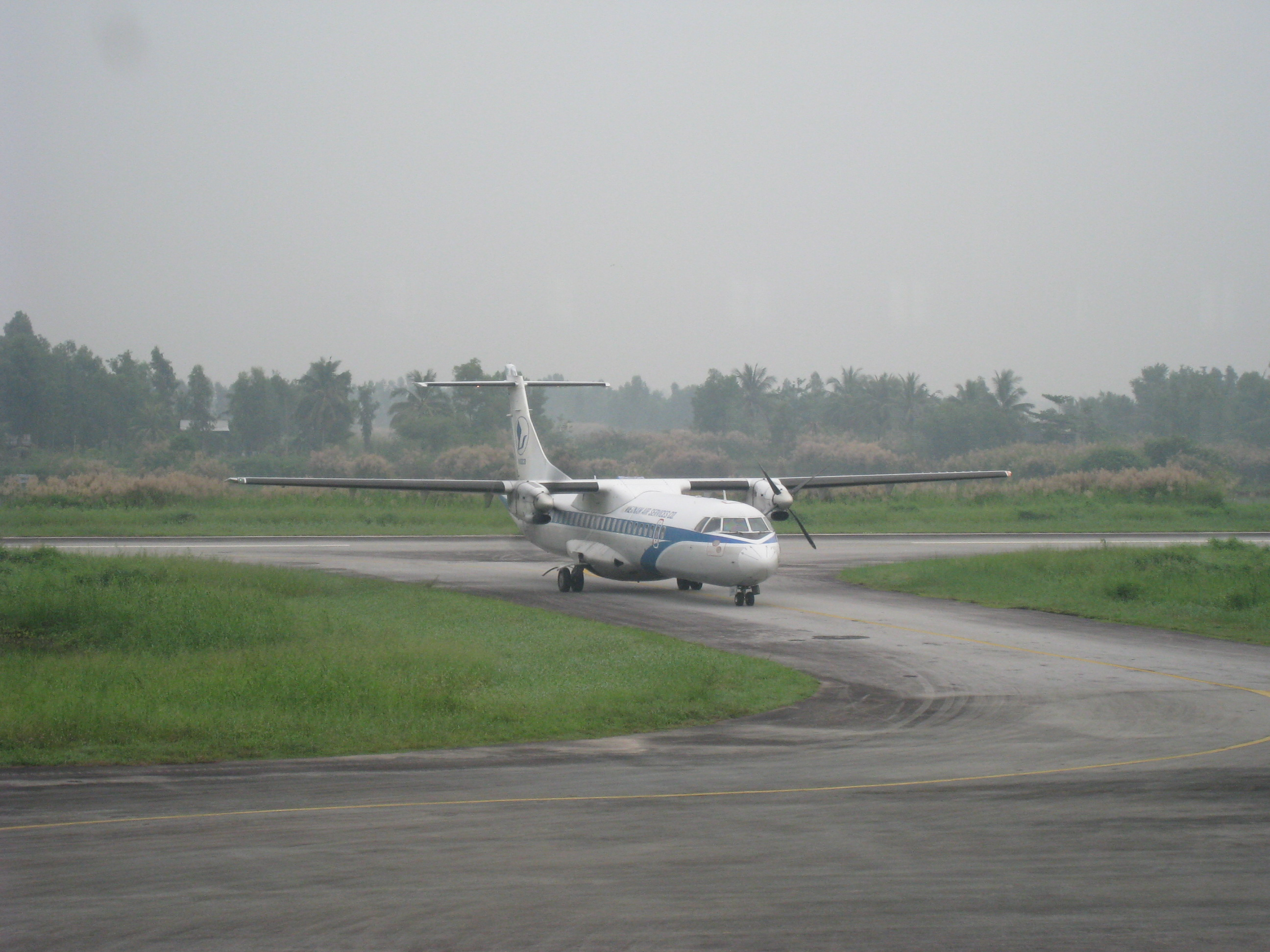
Flughafen Ca Mau

Der Flughafen Ca Mau (vietnamesisch Sân bay Cà Mau, englisch Cà Mau Airport, IATA-Code: CAH, ICAO-Code: VVCM) liegt bei der Stadt Cà Mau in der Provinz von Cà Mau, in der Region Mekong-Delta  in Vietnam. Der Flughafen liegt 2 km nördlich vom Stadtzentrum. Die Länge der Start- und Landebahn beträgt 1500 m, die Breite 30 m.

## Fluggesellschaften und Flugziele
- Vietnam Air Services Company (Ho-Chi-Minh-Stadt)